# مادالین شیفل
مادالین شیفل (انگلیسی: Madalyn Schiffel؛ زادهٔ ۱۹ سپتامبر ۱۹۹۴) بازیکن فوتبال اهل ایالات متحده آمریکا است.
وی همچنین در تیم ملی فوتبال زیر ۲۳ سال زنان ایالات متحده آمریکا بازی کرده‌است.